# FFA Cup (2016)
FFA Cup 2016 – trzecia edycja, australijskiego krajowego pucharu piłkarskiego FFA Cup.
W rywalizacji wzięło udział łącznie 704 drużyn z całego kraju. Drużyny z A-League oraz mistrz National Premier Leagues (NPL; Blacktown City FC) rozpoczęły turniej od rundy głównej (1/16 finału) razem z 21 drużynami, które uzyskały awans z rundy kwalifikacyjnej. Runda główna FFA Cup rozpoczęła się 27 lipca, zakończyła się 30 listopada 2016. Zwycięzcą rozgrywek FFA Cup została drużyna Melbourne City FC, która pokonała w finale drużynę Sydney FC.
Sponsorem tytularnym rozgrywek było przedsiębiorstwo Westfield Group, w związku z czym obowiązywała nazwa marketingowa Westfield FFA Cup.

## Format rozgrywek
Turniej FFA Cup został podzielony na dwa główne etapy: rundę kwalifikacyjną i rundę główną. W rundzie kwalifikacyjnej brały udział zespoły, które występowały w National Premier Leagues oraz w niższych ligach stanowych. Awans do rundy głównej uzyskały 21 drużyny i łącznie z drużynami z A-League oraz mistrzem National Premier Leagues (zapewniony start od 1/16 finału) wystąpiło od tego etapu rozgrywek 32 drużyny.
Poszczególnym federacją stanowym przypadła określona liczba miejsc w rundzie głównej:
- Football NSW (Nowa Południowa Walia): 5 drużyn;
- Football Federation Victoria (Wiktoria): 4 drużyny;
- Football Queensland (Queensland): 4 drużyny;
- Football West (Australia Zachodnia): 2 drużyny;
- Northern NSW Football (północna część Nowej Południowej Walii): 2 drużyny;
- Football Federation South Australia (Australia Południowa): 1 drużyna;
- Football Federation Tasmania (Tasmania): 1 drużyna;
- Capital Football (Australijskie Terytorium Stołeczne): 1 drużyna;
- Football Federation Northern Territory (Terytorium Północne): 1 drużyna.

Liczba miejsc została ustalona na podstawie liczby zarejestrowanych piłkarzy w danej federacji.

## Uczestnicy
| A-League | National Premier Leagues i niższe ligi stanowe | National Premier Leagues i niższe ligi stanowe |
| 10 drużyn | 22 drużyny | 22 drużyny |
| - Adelaide United - Brisbane Roar - Central Coast Mariners - Melbourne City FC - Melbourne Victory FC - Newcastle United Jets - Perth Glory FC - Sydney FC - Wellington Phoenix FC - Western Sydney Wanderers FC | - Blacktown City FC (NPL, FNSW) - Bonnyrigg White Eagles FC (FNSW) - Manly United FC (FNSW) - Marconi Stallions (FNSW) - Sydney United 58 FC (FNSW) - Wollongong Wolves (FNSW) - Bentleigh Greens SC (FFV) - Green Gully SC (FFV) - Hume City FC (FFV) - Melbourne Knights (FFV) - Devonport City FC (FFT) | - Brisbane Strikers (FQ) - Far North Queensland FC (FQ) - Redlands United FC (FQ) - Surfers Paradise Apollo SC (FQ) - Edgeworth FC (NNSWF) - Lambton Jaffas FC (NNSWF) - Cockburn City SC (FW) - Floreat Athena FC (FW) - North Eastern MetroStars SC (FFSA) - Canberra Olympic FC (CF) - Shamrock Rovers Darwin (FFNT) |

Objaśnienia:
1. FNSW – Football NSW;
2. FFV – Football Federation Victoria;
3. FQ – Football Queensland;
4. NNSWF – Northern NSW Football;
5. FW – Football West;
6. FFSA – Football Federation South Australia;
7. CF – Capital Football;
8. FFT – Football Federation Tasmania;
9. FFNT – Football Federation Northern Territory;
10. NPL – mistrz National Premier Leagues.

## Rozgrywki

### 1/16 finału
| Gospodarz                   | Wynik            | Gość                       |
| 27 lipca 2016               |                  |                            |
| Far North Queensland FC     | 0:3              | Edgeworth FC               |
| Shamrock Rovers Darwin      | 0:6              | Brisbane Strikers          |
| Blacktown City FC           | 6:2 pd.          | Sydney United 58           |
| Hume City FC                | 1:1 pd. (k. 4:2) | Marconi Stallions          |
| 2 sierpnia 2016             |                  |                            |
| Green Gully SC              | 2:1              | Central Coast Mariners FC  |
| Western Sydney Wanderers FC | 3:2              | Wellington Phoenix FC      |
| Floreat Athena FC           | 1:2              | Melbourne City FC          |
| North Eastern MetroStars SC | 3:3 pd. (k. 3:4) | Bentleigh Greens SC        |
| 3 sierpnia 2016             |                  |                            |
| Redlands United FC          | 2:1 pd.          | Adelaide United            |
| Newcastle United Jets       | 1:3              | Melbourne Victory FC       |
| Canberra Olympic FC         | 1:0              | Surfers Paradise Apollo SC |
| Bonnyrigg White Eagles FC   | 3:0              | Manly United FC            |
| 10 sierpnia 2016            |                  |                            |
| Brisbane Roar               | 0:2              | Perth Glory FC             |
| Wollongong Wolves           | 0:3              | Sydney FC                  |
| Devonport City FC           | 1:0              | Lambton Jaffas FC          |
| Melbourne Knights           | 2:1              | Cockburn City SC           |

### 1/8 finału
| Gospodarz           | Wynik   | Gość                        |
| 24 sierpnia 2016    |         |                             |
| Brisbane Strikers   | 1:2     | Melbourne City FC           |
| Canberra Olympic FC | 2:0     | Redlands United FC          |
| Hume City FC        | 0:1     | Melbourne Victory FC        |
| Blacktown City FC   | 3:0     | Bonnyrigg White Eagles FC   |
| 30 sierpnia 2016    |         |                             |
| Devonport City FC   | 0:1 pd. | Bentleigh Greens SC         |
| Edgeworth FC        | 1:5     | Western Sydney Wanderers FC |
| Melbourne Knights   | 1:3     | Green Gully SC              |
| Perth Glory FC      | 0:2 pd. | Sydney FC                   |

### Ćwierćfinały
| 21 września 2016 | Blacktown City FC | 0 – 3Raport | Sydney FC · 13' Hološko · 26' Carney · 78' Bobô | Sydney United Sports Centre, Sydney Widzów: 3 764 Sędzia: Peter Green |
|                  |                   |             |                                                 |                                                                       |

| 21 września 2016 | Melbourne City FC · Jakobsen 2' · Fornaroli 33' · Cahill k. 45' · Brandán 65' | 4 – 1Raport | Western Sydney Wanderers FC · 73' Dimas | Melbourne Rectangular Stadium, Melbourne Widzów: 5 401 Sędzia: Jarred Gillett |
|                  |                                                                               |             |                                         |                                                                               |

| 27 września 2016 | Bentleigh Greens SC | 0 – 2Raport | Melbourne Victory FC · 64' Rojas · 68' Troisi | Kingston Heath Soccer Complex, Melbourne Widzów: 3 754 Sędzia: Alan Milliner |
|                  |                     |             |                                               |                                                                              |

| 27 września 2016 | Canberra Olympic FC · Konstantinou k. 90' | 1 – 0Raport | Green Gully SC | Deakin Stadium, Canberra Widzów: 2 039 Sędzia: Luke Withell |
|                  |                                           |             |                |                                                             |

### Półfinały
| 19 października 2016 | Canberra Olympic FC | 0 – 3Raport | Sydney FC · 24' Ryall · 65' Dimitrijević · 82' Ibini-Isei | Viking Park, Canberra Widzów: 5 581 Sędzia: Chris Beath |
|                      |                     |             |                                                           |                                                         |

| 25 października 2016 | Melbourne Victory FC | 0 – 2Raport | Melbourne City FC · 8' Brattan · 77' Brandán | Melbourne Rectangular Stadium, Melbourne Widzów: 15 791 Sędzia: Shaun Evans |
|                      |                      |             |                                              |                                                                             |

### Finał
| 30 listopada 2016 19:30 (UTC+11:00) | Melbourne City FC · Cahill 53'        | 1 – 0Raport | Sydney FC                                      | Melbourne Rectangular Stadium, Melbourne Widzów: 18 751 Sędzia: Peter Green |
|                                     | kartki: · Brattan 3' · Fitzgerald 89' |             | kartki: · 26' O’Neill · 84' Simon · 88' Carney |                                                                             |

|  |  |

| MELBOURNE CITY FC                                                                           |    |                     |     |
|                                                                                             |    |                     |     |
| GK                                                                                          | 20 | Dean Bouzanis       |     |
| RB                                                                                          | 8  | Neil Kilkenny       |     |
| CB                                                                                          | 6  | Osama Malik         |     |
| CB                                                                                          | 22 | Michael Jakobsen    |     |
| LB                                                                                          | 5  | Ivan Franjic        |     |
| CDM                                                                                         | 26 | Luke Brattan        |     |
| CM                                                                                          | 17 | Tim Cahill          | 61' |
| CM                                                                                          | 9  | Nicolás Colazo      |     |
| LW                                                                                          | 11 | Bruce Kamau         | 83' |
| ST                                                                                          | 23 | Bruno Fornaroli (k) |     |
| RW                                                                                          | 27 | Fernando Brandán    |     |
| Rezerwowi:                                                                                  |    |                     |     |
| GK                                                                                          | 1  | Thomas Sorensen     |     |
| DF                                                                                          | 2  | Manny Muscat        |     |
| DF                                                                                          | 4  | Connor Chapman      |     |
| MF                                                                                          | 10 | Anthony Cáceres     | 61' |
| FW                                                                                          | 12 | Nicholas Fitzgerald | 83' |
| Trener:                                                                                     |    |                     |     |
| John van 't Schip Sędzia: Peter Green Sędziowie liniowi: Paul Cetrangolo i Nathan MacDonald |    |                     |     |

| SYDNEY FC     |    |                    |     |
|               |    |                    |     |
| GK            | 20 | Danny Vukovic      |     |
| RB            | 23 | Rhyan Grant        |     |
| CB            | 22 | Sebastian Ryall    |     |
| CB            | 5  | Matt Jurman        |     |
| LB            | 7  | Michael Zullo      |     |
| CDM           | 13 | Brandon O’Neill    | 71' |
| CDM           | 6  | Joshua Brillante   |     |
| LM            | 10 | Miloš Ninković     |     |
| CAM           | 14 | Alex Brosque (k)   |     |
| RM            | 21 | Filip Hološko      | 62' |
| ST            | 9  | Bobô               |     |
| Rezerwowi:    |    |                    |     |
| GK            | 30 | Mitch Evans        |     |
| DF            | 17 | David Carney       | 71' |
| DF            | 4  | Alex Wilkinson     |     |
| MF            | 8  | Miloš Dimitrijević |     |
| FW            | 18 | Matt Simon         | 62' |
| Trener:       |    |                    |     |
| Graham Arnold |    |                    |     |

| Zdobywca FFA Cup 2016                 |
| ------------------------------------- |
| Melbourne City FC 1. tytuł w historii |